# 暴风骤雨
《暴风骤雨》是周立波于1948年创作的小说。1961年被谢铁骊拍摄成电影。

## 内容
小说描写第二次国共内战时期东北地区的土地革命运动，反映了中国共产党领导下的农民和地主的土地归属权冲突及由此而生的武装冲突等故事。
小说设定在1946年到1947年的一条名为元茂屯（原型为黑龙江省尚志市元宝镇元宝村）的小村庄。其中有代表共党的郭全海，代表农民的赵玉林，代表地主的韩老六等形象。从中折射了中国共产党控制范围内的当时的中国农村社会的一些矛盾冲突。

## 人物
- 郭全海：
- 赵玉林：
- 老孙头：
- 韩老六：
- 杜善人：
- 唐抓子：

## 影响
小说曾获1951年蘇聯國家獎文学三等奖。